# Moussa Dembélé
Moussa Sidi Yaya Dembélé, meglio noto come Mousa Dembélé (Anversa, 16 luglio 1987), è un ex calciatore belga di origini maliane, di ruolo centrocampista.

## Carriera

### Club
Ha iniziato la carriera professionistica nel 2003 nelle file del Germinal Beerschot, squadra della divisione superiore del campionato belga con il ruolo di centrocampista che svaria per tutta la trequarti avversaria. Nel 2005 si è trasferito al Willem II dove è rimasto un solo anno prima di passare all'AZ Alkmaar nel estate del 2006; ad ottobre dello stesso anno ha fatto il suo esordio in nazionale, contro l'Azerbaigian.
Il 17 agosto 2010 passa al Fulham per una cifra intorno ai 5 milioni. In due stagioni con la maglia dei cottagers ha collezionato 75 presenze totali e segnato 7 gol subendo una trasformazione da giocatore prettamente offensivo a più disciplinato tatticamente.
Il 29 agosto 2012 si trasferisce ufficialmente al Tottenham per 15 milioni di sterline. Il 1º settembre segna al debutto, in casa contro il Norwich City (1-1). Nella stagione 2016-2017 è costretto a saltare varie partite a causa di continui infortuni al piede, ma nella sua militanza a Londra si afferma come uno dei centrocampisti più validi della squadra.
Infortunatosi alla caviglia nel 2018-2019, il 17 gennaio 2019 si trasferisce al Guangzhou R&F, nella Super League cinese, per 11 milioni di sterline.

### Nazionale
È stato convocato per le Olimpiadi di Pechino 2008, competizione nella quale ha segnato 2 gol all'Italia (3-2 per il Belgio il risultato), eliminando gli azzurri dal torneo.
Viene convocato per gli Europei 2016 in Francia, competizione in cui il Belgio viene eliminato nei quarti di finale dal Galles.

## Statistiche

### Presenze e reti nei club
Statistiche aggiornate al 13 marzo 2022.
| Stagione            | Squadra             | Campionato          | Campionato | Campionato | Coppe nazionali | Coppe nazionali | Coppe nazionali | Coppe continentali | Coppe continentali | Coppe continentali | Altre coppe | Altre coppe | Altre coppe | Totale | Totale |
| Stagione            | Squadra             | Comp                | Pres       | Reti       | Comp            | Pres            | Reti            | Comp               | Pres               | Reti               | Comp        | Pres        | Reti        | Pres   | Reti   |
| ------------------- | ------------------- | ------------------- | ---------- | ---------- | --------------- | --------------- | --------------- | ------------------ | ------------------ | ------------------ | ----------- | ----------- | ----------- | ------ | ------ |
| 2003-2004           | G. Beerschot        | D1                  | 1          | 0          | CB              | 0               | 0               | -                  | -                  | -                  | -           | -           | -           | 1      | 0      |
| 2004-2005           | G. Beerschot        | D1                  | 19         | 1          | CB              | 3               | 1               | -                  | -                  | -                  | -           | -           | -           | 22     | 2      |
| Totale G. Beerschot | Totale G. Beerschot | Totale G. Beerschot | 20         | 1          |                 | 3               | 1               |                    | -                  | -                  |             | -           | -           | 23     | 2      |
| 2005-2006           | Willem II           | ED                  | 33         | 9          | CO              | 0               | 0               | CU                 | 2                  | 0                  | -           | -           | -           | 35     | 9      |
| 2006-2007           | AZ Alkmaar          | ED                  | 33         | 6          | CO              | 1               | 1               | CU                 | 12                 | 4                  | -           | -           | -           | 46     | 11     |
| 2007-2008           | AZ Alkmaar          | ED                  | 33         | 3          | CO              | 0               | 0               | CU                 | 6                  | 1                  | -           | -           | -           | 39     | 4      |
| 2008-2009           | AZ Alkmaar          | ED                  | 23         | 10         | CO              | 3               | 2               | -                  | -                  | -                  | -           | -           | -           | 26     | 12     |
| 2009-2010           | AZ Alkmaar          | ED                  | 29         | 4          | CO              | 1               | 2               | UCL                | 6                  | 0                  | SO          | 1           | 0           | 37     | 6      |
| Totale AZ Alkmaar   | Totale AZ Alkmaar   | Totale AZ Alkmaar   | 118        | 23         |                 | 5               | 5               |                    | 24                 | 5                  |             | 1           | 0           | 148    | 33     |
| 2010-2011           | Fulham              | PL                  | 24         | 3          | FACup+CdL       | 2+2             | 1+1             | -                  | -                  | -                  | -           | -           | -           | 28     | 5      |
| 2011-2012           | Fulham              | PL                  | 36         | 2          | FACup+CdL       | 1+1             | 0               | UEL                | 7                  | 0                  | -           | -           | -           | 45     | 2      |
| ago. 2012           | Fulham              | PL                  | 2          | 0          | FACup+CdL       | 0               | 0               | -                  | -                  | -                  | -           | -           | -           | 2      | 0      |
| Totale Fulham       | Totale Fulham       | Totale Fulham       | 62         | 5          |                 | 6               | 2               |                    | 7                  | 0                  |             | -           | -           | 75     | 7      |
| ago. 2012-2013      | Tottenham           | PL                  | 30         | 1          | FACup+CdL       | 2+0             | 0               | UEL                | 10                 | 1                  | -           | -           | -           | 42     | 2      |
| 2013-2014           | Tottenham           | PL                  | 28         | 1          | FACup+CdL       | 1+3             | 0               | UEL                | 9                  | 1                  | -           | -           | -           | 41     | 2      |
| 2014-2015           | Tottenham           | PL                  | 26         | 1          | FACup+CdL       | 2+5             | 0               | UEL                | 7                  | 0                  | -           | -           | -           | 40     | 1      |
| 2015-2016           | Tottenham           | PL                  | 29         | 3          | FACup+CdL       | 2+0             | 0               | UEL                | 4                  | 1                  | -           | -           | -           | 35     | 4      |
| 2016-2017           | Tottenham           | PL                  | 30         | 1          | FACup+CdL       | 3+0             | 0               | UCL+UEL            | 4+2                | 0                  | -           | -           | -           | 39     | 1      |
| 2017-2018           | Tottenham           | PL                  | 28         | 0          | FACup+CdL       | 4+2             | 0+0             | UCL                | 6                  | 0                  | -           | -           | -           | 40     | 0      |
| 2018-gen.2019       | Tottenham           | PL                  | 10         | 0          | FACup+CdL       | 0+1             | 0+0             | UCL                | 2                  | 0                  | -           | -           | -           | 13     | 0      |
| Totale Tottenham    | Totale Tottenham    | Totale Tottenham    | 181        | 7          |                 | 25              | 0               |                    | 44                 | 3                  |             | -           | -           | 247    | 10     |
| 2019                | Guangzhou City      | CSL                 | 26         | 1          | CC              | 0               | 0               | -                  | -                  | -                  | -           | -           | -           | 26     | 1      |
| 2020                | Guangzhou City      | CSL                 | 8+5        | 0          | CC              | 0               | 0               | -                  | -                  | -                  | -           | -           | -           | 13     | 0      |
| 2021                | Guangzhou City      | CSL                 | 8          | 0          | CC              | 0               | 0               | -                  | -                  | -                  | -           | -           | -           | 8      | 0      |
| 2022                | Guangzhou City      | CSL                 | 0          | 0          | CC              | 0               | 0               | -                  | -                  | -                  | -           | -           | -           | 0      | 0      |
| Totale Guangzhou    | Totale Guangzhou    | Totale Guangzhou    | 47         | 1          |                 | 0               | 0               |                    | -                  | -                  |             | -           | -           | 47     | 1      |
| Totale carriera     | Totale carriera     | Totale carriera     | 464        | 46         |                 | 39              | 8               |                    | 77                 | 8                  |             | 1           | 0           | 575    | 62     |

### Cronologia presenze e reti in nazionale
| Cronologia completa delle presenze e delle reti in nazionale ― Belgio | Cronologia completa delle presenze e delle reti in nazionale ― Belgio | Cronologia completa delle presenze e delle reti in nazionale ― Belgio | Cronologia completa delle presenze e delle reti in nazionale ― Belgio | Cronologia completa delle presenze e delle reti in nazionale ― Belgio | Cronologia completa delle presenze e delle reti in nazionale ― Belgio | Cronologia completa delle presenze e delle reti in nazionale ― Belgio | Cronologia completa delle presenze e delle reti in nazionale ― Belgio |
| Data                                                                  | Città                                                                 | In casa                                                               | Risultato                                                             | Ospiti                                                                | Competizione                                                          | Reti                                                                  | Note                                                                  |
| --------------------------------------------------------------------- | --------------------------------------------------------------------- | --------------------------------------------------------------------- | --------------------------------------------------------------------- | --------------------------------------------------------------------- | --------------------------------------------------------------------- | --------------------------------------------------------------------- | --------------------------------------------------------------------- |
| 20-5-2006                                                             | Trnava                                                                | Slovacchia                                                            | 1 – 1                                                                 | Belgio                                                                | Amichevole                                                            | -                                                                     | 46’                                                                   |
| 24-5-2006                                                             | Genk                                                                  | Belgio                                                                | 3 – 3                                                                 | Turchia                                                               | Amichevole                                                            | -                                                                     | 46’                                                                   |
| 16-8-2006                                                             | Bruxelles                                                             | Belgio                                                                | 0 – 0                                                                 | Kazakistan                                                            | Qual. Euro 2008                                                       | -                                                                     |                                                                       |
| 6-9-2006                                                              | Erevan                                                                | Armenia                                                               | 0 – 1                                                                 | Belgio                                                                | Qual. Euro 2008                                                       | -                                                                     | 77’                                                                   |
| 7-10-2006                                                             | Belgrado                                                              | Serbia                                                                | 1 – 0                                                                 | Belgio                                                                | Qual. Euro 2008                                                       | -                                                                     | 62’                                                                   |
| 11-10-2006                                                            | Bruxelles                                                             | Belgio                                                                | 3 – 0                                                                 | Azerbaigian                                                           | Qual. Euro 2008                                                       | 1                                                                     | 70’ 87’                                                               |
| 7-2-2007                                                              | Bruxelles                                                             | Belgio                                                                | 0 – 2                                                                 | Rep. Ceca                                                             | Amichevole                                                            | -                                                                     | 61’                                                                   |
| 22-8-2007                                                             | Bruxelles                                                             | Belgio                                                                | 3 – 2                                                                 | Serbia                                                                | Qual. Euro 2008                                                       | 2                                                                     | 90’                                                                   |
| 12-9-2007                                                             | Almaty                                                                | Kazakistan                                                            | 2 – 2                                                                 | Belgio                                                                | Qual. Euro 2008                                                       | -                                                                     |                                                                       |
| 13-10-2007                                                            | Bruxelles                                                             | Belgio                                                                | 0 – 0                                                                 | Finlandia                                                             | Qual. Euro 2008                                                       | -                                                                     |                                                                       |
| 17-10-2007                                                            | Bruxelles                                                             | Belgio                                                                | 3 – 0                                                                 | Armenia                                                               | Qual. Euro 2008                                                       | 1                                                                     |                                                                       |
| 17-11-2007                                                            | Katowice                                                              | Polonia                                                               | 2 – 0                                                                 | Belgio                                                                | Qual. Euro 2008                                                       | -                                                                     |                                                                       |
| 21-11-2007                                                            | Baku                                                                  | Azerbaigian                                                           | 0 – 1                                                                 | Belgio                                                                | Qual. Euro 2008                                                       | -                                                                     |                                                                       |
| 26-3-2008                                                             | Bruxelles                                                             | Belgio                                                                | 1 – 4                                                                 | Marocco                                                               | Amichevole                                                            | -                                                                     | 80’                                                                   |
| 30-5-2008                                                             | Firenze                                                               | Italia                                                                | 3 – 1                                                                 | Belgio                                                                | Amichevole                                                            | -                                                                     | 58’                                                                   |
| 10-9-2008                                                             | Istanbul                                                              | Turchia                                                               | 1 – 1                                                                 | Belgio                                                                | Qual. Mondiali 2010                                                   | -                                                                     |                                                                       |
| 11-10-2008                                                            | Bruxelles                                                             | Belgio                                                                | 2 – 0                                                                 | Armenia                                                               | Qual. Mondiali 2010                                                   | -                                                                     |                                                                       |
| 11-2-2009                                                             | Genk                                                                  | Belgio                                                                | 2 – 0                                                                 | Slovenia                                                              | Amichevole                                                            | -                                                                     | 82’                                                                   |
| 28-3-2009                                                             | Genk                                                                  | Belgio                                                                | 2 – 4                                                                 | Bosnia ed Erzegovina                                                  | Qual. Mondiali 2010                                                   | 1                                                                     | 79’                                                                   |
| 1-4-2009                                                              | Zenica                                                                | Bosnia ed Erzegovina                                                  | 2 – 1                                                                 | Belgio                                                                | Qual. Mondiali 2010                                                   | -                                                                     |                                                                       |
| 31-5-2009                                                             | Tokyo                                                                 | Giappone                                                              | 4 – 0                                                                 | Belgio                                                                | Kirin Cup                                                             | -                                                                     | 81’                                                                   |
| 12-8-2009                                                             | Teplice                                                               | Rep. Ceca                                                             | 3 – 1                                                                 | Belgio                                                                | Amichevole                                                            | -                                                                     |                                                                       |
| 5-9-2009                                                              | La Coruña                                                             | Spagna                                                                | 5 – 0                                                                 | Belgio                                                                | Qual. Mondiali 2010                                                   | -                                                                     |                                                                       |
| 9-9-2009                                                              | Erevan                                                                | Armenia                                                               | 2 – 1                                                                 | Belgio                                                                | Qual. Mondiali 2010                                                   | -                                                                     |                                                                       |
| 10-10-2009                                                            | Bruxelles                                                             | Belgio                                                                | 2 – 0                                                                 | Turchia                                                               | Qual. Mondiali 2010                                                   | -                                                                     |                                                                       |
| 14-10-2009                                                            | Tallinn                                                               | Estonia                                                               | 2 – 0                                                                 | Belgio                                                                | Qual. Mondiali 2010                                                   | -                                                                     |                                                                       |
| 3-3-2010                                                              | Bruxelles                                                             | Belgio                                                                | 0 – 1                                                                 | Croazia                                                               | Amichevole                                                            | -                                                                     | 70’                                                                   |
| 19-5-2010                                                             | Bruxelles                                                             | Belgio                                                                | 2 – 1                                                                 | Bulgaria                                                              | Amichevole                                                            | -                                                                     | 46’                                                                   |
| 3-9-2010                                                              | Bruxelles                                                             | Belgio                                                                | 0 – 1                                                                 | Germania                                                              | Qual. Euro 2012                                                       | -                                                                     |                                                                       |
| 7-9-2010                                                              | Istanbul                                                              | Turchia                                                               | 3 – 2                                                                 | Belgio                                                                | Qual. Euro 2012                                                       | -                                                                     | 54’                                                                   |
| 17-11-2010                                                            | Voronež                                                               | Russia                                                                | 0 – 2                                                                 | Belgio                                                                | Amichevole                                                            | -                                                                     | 89’                                                                   |
| 25-3-2011                                                             | Vienna                                                                | Austria                                                               | 0 – 2                                                                 | Belgio                                                                | Qual. Euro 2012                                                       | -                                                                     |                                                                       |
| 29-3-2011                                                             | Bruxelles                                                             | Belgio                                                                | 4 – 1                                                                 | Azerbaigian                                                           | Qual. Euro 2012                                                       | -                                                                     | 64’                                                                   |
| 7-10-2011                                                             | Bruxelles                                                             | Belgio                                                                | 4 – 1                                                                 | Kazakistan                                                            | Qual. Euro 2012                                                       | -                                                                     |                                                                       |
| 11-10-2011                                                            | Düsseldorf                                                            | Germania                                                              | 3 – 1                                                                 | Belgio                                                                | Qual. Euro 2012                                                       | -                                                                     | 65’                                                                   |
| 11-11-2011                                                            | Liegi                                                                 | Belgio                                                                | 2 – 1                                                                 | Romania                                                               | Amichevole                                                            | -                                                                     | 66’                                                                   |
| 15-11-2011                                                            | Saint-Denis                                                           | Francia                                                               | 0 – 0                                                                 | Belgio                                                                | Amichevole                                                            | -                                                                     | 62’                                                                   |
| 29-2-2012                                                             | Candia                                                                | Grecia                                                                | 1 – 1                                                                 | Belgio                                                                | Amichevole                                                            | -                                                                     | 58’                                                                   |
| 2-6-2012                                                              | Londra                                                                | Inghilterra                                                           | 1 – 0                                                                 | Belgio                                                                | Amichevole                                                            | -                                                                     |                                                                       |
| 15-8-2012                                                             | Bruxelles                                                             | Belgio                                                                | 4 – 2                                                                 | Paesi Bassi                                                           | Amichevole                                                            | -                                                                     | 58’                                                                   |
| 7-9-2012                                                              | Cardiff                                                               | Galles                                                                | 0 – 2                                                                 | Belgio                                                                | Qual. Mondiali 2014                                                   | -                                                                     | 64’                                                                   |
| 11-9-2012                                                             | Bruxelles                                                             | Belgio                                                                | 1 – 1                                                                 | Croazia                                                               | Qual. Mondiali 2014                                                   | -                                                                     | 65’ 72’                                                               |
| 12-10-2012                                                            | Belgrado                                                              | Serbia                                                                | 0 – 3                                                                 | Belgio                                                                | Qual. Mondiali 2014                                                   | -                                                                     |                                                                       |
| 16-10-2012                                                            | Bruxelles                                                             | Belgio                                                                | 2 – 0                                                                 | Scozia                                                                | Qual. Mondiali 2014                                                   | -                                                                     | 46’                                                                   |
| 6-2-2013                                                              | Bruges                                                                | Belgio                                                                | 2 – 1                                                                 | Slovacchia                                                            | Amichevole                                                            | -                                                                     |                                                                       |
| 22-3-2013                                                             | Skopje                                                                | Macedonia                                                             | 0 – 2                                                                 | Belgio                                                                | Qual. Mondiali 2014                                                   | -                                                                     |                                                                       |
| 26-3-2013                                                             | Bruxelles                                                             | Belgio                                                                | 1 – 0                                                                 | Macedonia                                                             | Qual. Mondiali 2014                                                   | -                                                                     | 55’                                                                   |
| 29-5-2013                                                             | Cleveland                                                             | Stati Uniti                                                           | 2 – 4                                                                 | Belgio                                                                | Amichevole                                                            | -                                                                     | 41’                                                                   |
| 7-6-2013                                                              | Bruxelles                                                             | Belgio                                                                | 2 – 1                                                                 | Serbia                                                                | Qual. Mondiali 2014                                                   | -                                                                     | 71’                                                                   |
| 14-8-2013                                                             | Bruxelles                                                             | Belgio                                                                | 0 – 0                                                                 | Francia                                                               | Amichevole                                                            | -                                                                     | 85’                                                                   |
| 6-9-2013                                                              | Glasgow                                                               | Scozia                                                                | 0 – 2                                                                 | Belgio                                                                | Qual. Mondiali 2014                                                   | -                                                                     | 85’                                                                   |
| 11-10-2013                                                            | Zagabria                                                              | Croazia                                                               | 1 – 2                                                                 | Belgio                                                                | Qual. Mondiali 2014                                                   | -                                                                     | 84’                                                                   |
| 15-10-2013                                                            | Bruxelles                                                             | Belgio                                                                | 1 – 1                                                                 | Galles                                                                | Qual. Mondiali 2014                                                   | -                                                                     |                                                                       |
| 14-11-2013                                                            | Bruxelles                                                             | Belgio                                                                | 0 – 2                                                                 | Colombia                                                              | Amichevole                                                            | -                                                                     | 75’                                                                   |
| 19-11-2013                                                            | Bruxelles                                                             | Belgio                                                                | 2 – 3                                                                 | Giappone                                                              | Amichevole                                                            | -                                                                     | 72’                                                                   |
| 1-6-2014                                                              | Solna                                                                 | Svezia                                                                | 0 – 2                                                                 | Belgio                                                                | Amichevole                                                            | -                                                                     |                                                                       |
| 7-6-2014                                                              | Bruxelles                                                             | Belgio                                                                | 1 – 0                                                                 | Tunisia                                                               | Amichevole                                                            | -                                                                     |                                                                       |
| 17-6-2014                                                             | Belo Horizonte                                                        | Belgio                                                                | 2 – 1                                                                 | Algeria                                                               | Mondiali 2014 - 1º turno                                              | -                                                                     | 65’                                                                   |
| 26-6-2014                                                             | San Paolo                                                             | Corea del Sud                                                         | 0 – 1                                                                 | Belgio                                                                | Mondiali 2014 - 1º turno                                              | -                                                                     | 50’                                                                   |
| 4-9-2014                                                              | Liegi                                                                 | Belgio                                                                | 2 – 0                                                                 | Australia                                                             | Amichevole                                                            | -                                                                     | 81’                                                                   |
| 12-11-2014                                                            | Bruxelles                                                             | Belgio                                                                | 3 – 1                                                                 | Islanda                                                               | Amichevole                                                            | -                                                                     | 46’                                                                   |
| 7-6-2015                                                              | Saint-Denis                                                           | Francia                                                               | 3 – 4                                                                 | Belgio                                                                | Amichevole                                                            | -                                                                     | 81’                                                                   |
| 29-3-2016                                                             | Leiria                                                                | Portogallo                                                            | 2 – 1                                                                 | Belgio                                                                | Amichevole                                                            | -                                                                     | 79’ 85’                                                               |
| 28-5-2016                                                             | Ginevra                                                               | Svizzera                                                              | 1 – 2                                                                 | Belgio                                                                | Amichevole                                                            | -                                                                     | 55’                                                                   |
| 5-6-2016                                                              | Bruxelles                                                             | Belgio                                                                | 3 – 2                                                                 | Norvegia                                                              | Amichevole                                                            | -                                                                     | 84’                                                                   |
| 18-6-2016                                                             | Bordeaux                                                              | Belgio                                                                | 3 – 0                                                                 | Irlanda                                                               | Euro 2016 - 1º Turno                                                  | -                                                                     | 57’                                                                   |
| 1-9-2016                                                              | Bruxelles                                                             | Belgio                                                                | 0 – 2                                                                 | Spagna                                                                | Amichevole                                                            | -                                                                     | 46’                                                                   |
| 25-3-2017                                                             | Bruxelles                                                             | Belgio                                                                | 1 – 1                                                                 | Grecia                                                                | Qual. Mondiali 2018                                                   | -                                                                     | 66’                                                                   |
| 28-3-2017                                                             | Soči                                                                  | Russia                                                                | 3 – 3                                                                 | Belgio                                                                | Amichevole                                                            | -                                                                     | 85’                                                                   |
| 31-8-2017                                                             | Liegi                                                                 | Belgio                                                                | 9 – 0                                                                 | Gibilterra                                                            | Qual. Mondiali 2018                                                   | -                                                                     | 46’                                                                   |
| 3-9-2017                                                              | Il Pireo                                                              | Grecia                                                                | 1 – 2                                                                 | Belgio                                                                | Amichevole                                                            | -                                                                     | 50’ 74’                                                               |
| 10-11-2017                                                            | Bruxelles                                                             | Belgio                                                                | 3 – 3                                                                 | Messico                                                               | Amichevole                                                            | -                                                                     | 46’                                                                   |
| 14-11-2017                                                            | Bruges                                                                | Belgio                                                                | 1 – 0                                                                 | Giappone                                                              | Amichevole                                                            | -                                                                     | 62’                                                                   |
| 28-3-2017                                                             | Bruxelles                                                             | Belgio                                                                | 4 – 0                                                                 | Arabia Saudita                                                        | Amichevole                                                            | -                                                                     | 84’                                                                   |
| 2-6-2018                                                              | Bruxelles                                                             | Belgio                                                                | 0 – 0                                                                 | Portogallo                                                            | Amichevole                                                            | -                                                                     | 46’                                                                   |
| 11-6-2018                                                             | Bruxelles                                                             | Belgio                                                                | 4 – 1                                                                 | Costa Rica                                                            | Amichevole                                                            | -                                                                     | 70’                                                                   |
| 18-6-2018                                                             | Soči                                                                  | Belgio                                                                | 3 – 0                                                                 | Panama                                                                | Mondiali 2018 - 1º turno                                              | -                                                                     | 74’                                                                   |
| 28-6-2018                                                             | Kaliningrad                                                           | Inghilterra                                                           | 0 – 1                                                                 | Belgio                                                                | Mondiali 2018 - 1º turno                                              | -                                                                     |                                                                       |
| 10-7-2018                                                             | San Pietroburgo                                                       | Francia                                                               | 1 – 0                                                                 | Belgio                                                                | Mondiali 2018 - Semifinale                                            | -                                                                     | 60’                                                                   |
| 14-7-2018                                                             | San Pietroburgo                                                       | Belgio                                                                | 2 – 0                                                                 | Inghilterra                                                           | Mondiali 2018 - Finale 3º posto                                       | -                                                                     | 78’                                                                   |
| 7-9-2018                                                              | Glasgow                                                               | Scozia                                                                | 0 – 4                                                                 | Belgio                                                                | Amichevole                                                            | -                                                                     | 85’                                                                   |
| 11-9-2018                                                             | Reykjavík                                                             | Islanda                                                               | 0 – 3                                                                 | Belgio                                                                | UEFA Nations League 2018-2019 - 1º turno                              | -                                                                     | 80’                                                                   |
| Totale                                                                |                                                                       | Presenze (13º posto)                                                  | 82                                                                    |                                                                       | Reti                                                                  | 5                                                                     |                                                                       |

## Palmarès

### Competizioni nazionali
- Campionato olandese: 1

AZ Alkmaar: 2008-2009
- Supercoppa dei Paesi Bassi: 1

AZ Alkmaar: 2009